# Інгулецька зрошувальна система
Інгуле́цька зро́шувальна систе́ма — шоста за кількістю зрошуваних земель зрошувальна система України (станом на 1990 рік).

Схема Інгулецької зрошувально-обводнювальної системи в 1960

Спорудження закінчено 1963-го (тривало дванадцять років).

## Загальна характеристика
Більша частини води в систему потрапляє з Дніпра. Вода на гирловій ділянці річки Інгулець протягом вегетаційного періоду рухається не в природному напрямку, а протилежному (т. зв. «антирічка»). Вона проходить до водозабору головної насосної станції, далі — до Інгулецького каналу і звідси — в міжгосподарські розподільні канали Миколаївської і Херсонської областей, також в Жовтневе водосховище для водопостачання м. Миколаєва.
Проектна площа зрошувальних земель — 62,7 тис. гектарів. Поточна зрошувальна площа (станом на 2010-ті) становить 60,8 тис. га землі. Зокрема, 42,6 тис. га зрошується в Миколаївській, 18,2 тис. га — в Херсонській областях.

## Канали і насосні станції
Головна насосна станція знаходиться на правому березі річки Інгулець, нижче за течією від міста Снігурівка, на віддалі 83 км від гирла річки. На станції встановлено сім насосів потужністю 5,5 м³/с кожен. Вода подається двома трубопроводами діаметром по 2,8 м на висоту 60 м (протяжність труб — 600 м) і тече магістральним каналом завдовжки 53 км, що направлений на захід (загальна довжина одинадцяти міжгосподарських розподілювачів першого порядку та чотирнадцяти розподілювачів нижчих порядків — понад 410 км.). Цього підйому достатньо, щоб вода на всій зрошувальній системі самопливом потрапляла безпосередньо на зрошувані поля. Навіть більше, підйому достатньо і для подачі води у Жовтневе водосховище, що слугує для питного водопостачання м. Миколаїв.
Інгулецький магістральний канал (ІМК) було збудовано в земляному руслі. Система зазнавала великих водних втрат, надмірний рівень ґрунтових вод викликав підтоплення прилеглих територій. Тому 1967 року розпочато реконструкцію зрошувальної системи: ІМК частково облицювали бетоном — протифільраційне фільтрування запобігає втраті води через просочування в ґрунт під час течії по каналу. Завдяки таким заходам вдалося зберегти достатньо ресурсу, щоб збільшити зрошувані площі — для Спаської зрошувальної системи.
Перевагою Інгулецької зрошувальної системи є збіг напрямку всіх розподільчих каналів (від Р-1 до Р-11) (вони відгалужуються на південь) з напрямом нахилу місцевості.
1985-го поряд з головною насосною станцією Інгулецької систем збудували головну насосну станцію Явкинської зрошувальної системи. На ній встановили п'ять насосів потужністю по 5,2 м³/с. Ця насосна станція теж подає воду у Інгулецький магістральний канал, пропускна здатність якого на головній ділянці збільшилась до 62,4 м³/с. На відстані 6,3 км від початку магістрального каналу на північ відгалужується Явкинська зрошувальна система.

## Управління каналів Інгулецької зрошувальної системи
Експлуатацію системи забезпечує державна неприбуткова організація «Управління каналів Інгулецької зрошувальної системи», створена в лютому 1958 року. До 1986 року вона називалася «Інгулецьке управління зрошувальних систем». Адміністрація знаходиться в м. Снігурівка.
У липні 2018 року Кабінет міністрів України погодився з пропозицією Державного агентства водних ресурсів щодо утворення «Управління каналів річки Інгулець» в результаті злиття Управління каналів Інгулецької зрошувальної системи та Управління каналу Дніпро — Інгулець.

## Проблеми
В процесі експлуатації системи спостерігається підтоплення зрошуваних земель і оборотний стік, іригаційна ерозія ґрунту. Іншою проблемою є екологія. Інгулець є водоприймачем стічних і рудникових вод Кривбасу. З часом забір води на зрошення почав зменшуватись, і частка води саме з Інгульця (а не дніпровської води, що приходила антирічкою) збільшилась. Вода з Інгульця очищувалась у відстійниках, але стало недостатньо. За ініціативи Держводагентства України було розроблено новий режим промивки річки. Скид води з Карачунівського водосховища здійснювався меншими, ніж раніше, витратами, але впродовж тривалішого періоду (з 17 квітня до 15 серпня). Крім того, збільшили подачу води в Карачунівське водосховище. Це допомогло поправити ситуацію з забрудненістю води в каналах.